# Zach Randolph
Zachary "Zach" Randolph (Marion, 16 de julho de 1981), é um ex-jogador de basquete norte-americano. 

## Carreira

### Universidade
Quando ainda jogava no ensino médio pela Marion High School conseguiu os títulos estaduais do estado de Indiana. Após dois anos, foi para a Universidade de Michigan State onde permaneceu por apenas uma temporada e já fora inscrito no draft da NBA.

### Carreira Profissional
Escolhido na 19ª posição da primeira rodada do draft de 2001 pelo Portland Trail Blazers, ajudou o time a ter boa campanha depois de vários anos de frustrações. Era considerado o principal jogador da equipe, ao lado de Brandon Roy e Jarrett Jack, quando levaram a franquia a dois anos seguidos aos playoffs. Na temporada 2003-2004, ganhou o prêmio de Maior Evolução em Relação a Temporada Anterior quando passou de médias de 8.4 pontos e 4.5 rebotes na temporada 2002-2003 para 20.1 pontos e 10.5 rebotes na temporada da premiação. Seu contrato no ano de 2004 era no valor de 84 milhões de dólares por seis anos. Em julho de 2007, devido principalmente a suas boas médias, foi transferido para o New York Knicks, mas em sua primeira temporada no time de Nova York não manteve as boas atuações. Começa bem a sua segunda temporada nos Knicks, sob o comando de Mike D'Antoni, mas é trocado junto com Mardy Collins para o Los Angeles Clippers em virtude de seu alto salário, por Cuttino Mobley (que nem chegou a estrear pelo time devido a um problema cardíaco) e Tim Thomas, que acabou sendo transferido no meio da temporada para o Chicago Bulls. No final de 2009, acabou sendo trocado para o Memphis Grizzlies também por questões salariais, com o Los Angeles Clippers recebendo na época o armador Quentin Richardson.

## Estatísticas

### Temporada Regular
| Ano       | Equipe                 | PR  | PT  | MP   | %CP  | %C3  | %LL  | RP   | AP  | RoP | TP | PP   |
| --------- | ---------------------- | --- | --- | ---- | ---- | ---- | ---- | ---- | --- | --- | -- | ---- |
| 2001-2002 | Portland Trail Blazers | 41  | 0   | 5.8  | .449 | .000 | .667 | 1.7  | .3  | .2  | .1 | 2.8  |
| 2002-2003 | Portland Trail Blazers | 77  | 11  | 16.9 | .513 | .000 | .758 | 4.5  | .5  | .6  | .2 | 8.4  |
| 2003-2004 | Portland Trail Blazers | 81  | 80  | 37.9 | .485 | .200 | .761 | 10.5 | 2.0 | .8  | .5 | 20.1 |
| 2004-2005 | Portland Trail Blazers | 46  | 37  | 34.8 | .448 | .000 | .815 | 9.6  | 1.9 | .7  | .4 | 18.9 |
| 2005-2006 | Portland Trail Blazers | 74  | 71  | 34.4 | .436 | .291 | .714 | 8.0  | 1.9 | .8  | .2 | 18.0 |
| 2006-2007 | Portland Trail Blazers | 68  | 67  | 35.7 | .467 | .292 | .819 | 10.1 | 2.2 | .8  | .2 | 23.6 |
| 2007-2008 | New York Knicks        | 69  | 68  | 32.5 | .459 | .275 | .772 | 10.3 | 2.0 | .9  | .2 | 17.6 |
| Total     |                        | 456 | 334 | 29.4 | .465 | .266 | .774 | 8.1  | 1.6 | .7  | .2 | 16.3 |

### Playoffs
| Ano       | Equipe                 | PR | PT | MP   | %CP  | %C3  | %LL  | RP  | AP  | RoP | TP | PP   |
| --------- | ---------------------- | -- | -- | ---- | ---- | ---- | ---- | --- | --- | --- | -- | ---- |
| 2001-2002 | Portland Trail Blazers | 1  | 0  | 1.0  | .000 | .000 | .000 | .0  | .0  | .0  | .0 | .0   |
| 2002-2003 | Portland Trail Blazers | 7  | 4  | 29.3 | .525 | .000 | .892 | 8.7 | 1.6 | .4  | .3 | 13.9 |
| Total     |                        | 8  | 4  | 25.8 | .525 | .000 | .892 | 7.6 | 1.4 | .4  | .2 | 12.1 |